# NHL Entry Draft 2011
Der NHL Entry Draft 2011 war die 49. Talentziehung der National Hockey League und fand am 24. und 25. Juni 2011 im Xcel Energy Center in Saint Paul im US-Bundesstaat Minnesota statt.
Die Mannschaften der National Hockey League konnten sich dabei die Rechte aller nordamerikanischen Spieler, geboren zwischen dem 1. Januar 1991 und dem 15. September 1993, sowie aller europäischen Spieler, geboren zwischen dem 1. Januar 1990 und dem 15. September 1993, sichern. Verfügbar waren nur Spieler, deren Rechte nicht bereits aus einem Draft der Vorjahre von einem NHL-Team gehalten wurden.

## Draftreihenfolge

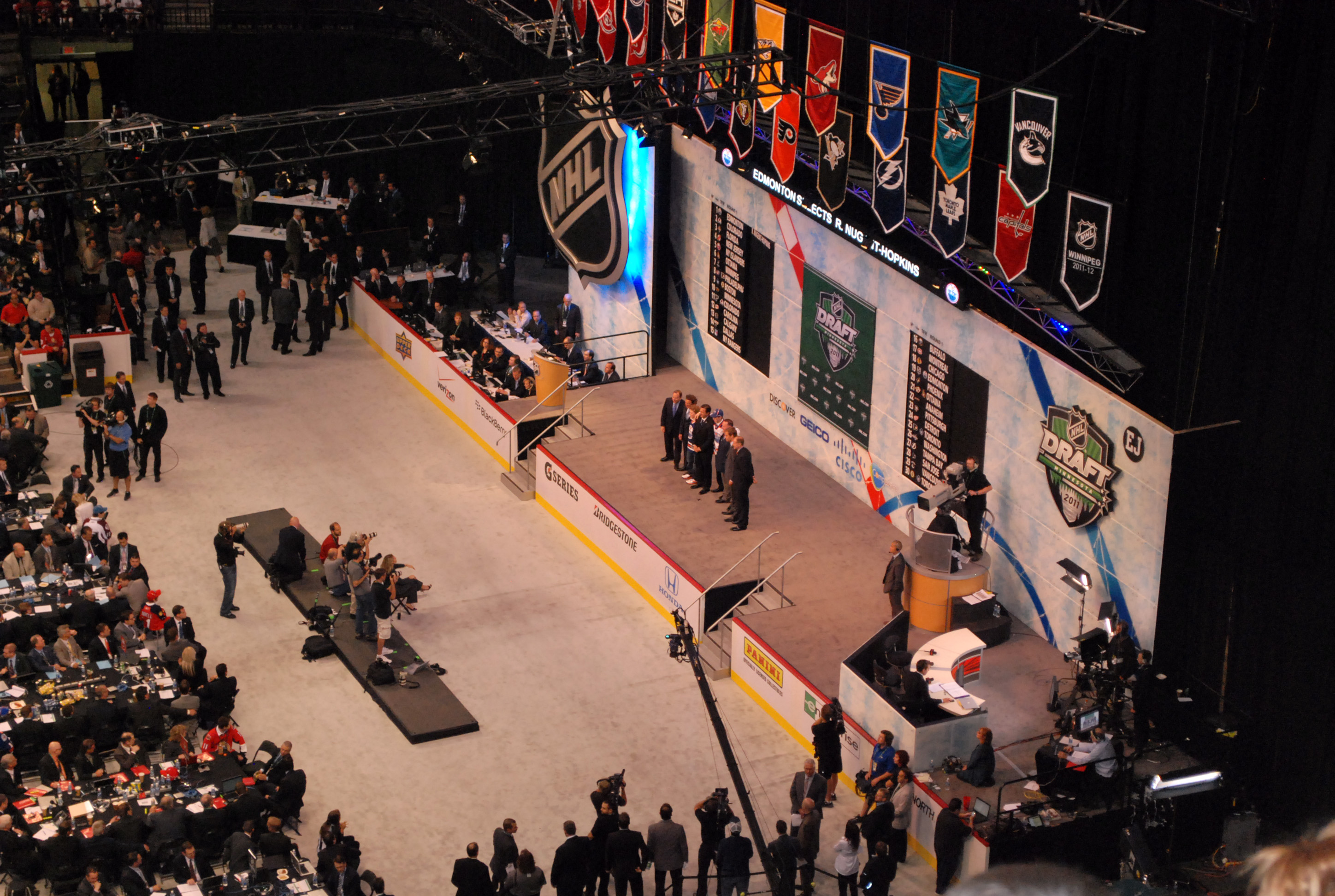
Bühne des Entry Draft

Die Draftreihenfolge der Positionen 1 bis 14 wurden am 12. April 2011 durch die Draft-Lotterie bestimmt. Die 14 Teams, die sich nicht für die Playoffs qualifizierten, nahmen an dieser Lotterie teil und wurden in umgekehrter Reihenfolge der Tabelle der regulären Saison gesetzt. Dabei lag das schlechteste Team der abgelaufenen regulären Saison auf dem ersten Platz und hatte eine Chance von 25 Prozent die Lotterie zu gewinnen und das beste der 14 nicht für die Playoffs qualifizierten Teams lag auf dem 14. Platz und hatte eine Chance von 0,5 Prozent. Der Gewinner der Lotterie, die New Jersey Devils, rückten um vier Plätze vom achten auf den vierten Rang in der Draftreihenfolge auf. Die Edmonton Oilers, das schlechteste Team der regulären Saison, behielt den First Overall Draft-Pick.
Die Draftreihenfolge der 16 Playoff-Teilnehmer stehen nach dem Stanley-Cup-Finale fest. Der Stanley-Cup-Sieger wird auf Position 30, der Finalgegner auf Position 29 gesetzt. Auf Position 27 und 28 werden die in den Conference Finals gescheiterten Teams einsortiert. Die restlichen Mannschaften werden anhand ihres Tabellenstandes in der regulären Saison gesetzt. Dabei gilt, dass die Mannschaft mit den wenigsten erreichten Punkten auf Position 15 steht. Die Draftreihenfolge gilt für alle Runden des Entry Draft. Mannschaften können über Transfers Draftpicks anderer Teams erwerben, aber auch eigene an andere Mannschaften abgeben.

## Draftergebnis
| Inhaltsverzeichnis Runde 1 \| Runde 2 \| Runde 3 \| Runde 4 \| Runde 5 \| Runde 6 \| Runde 7 |

### Runde 1
| #   | Spieler               | Nationalität       | Pos | NHL-Team                                                  | College-/ Junioren-/ Profi-Team                     |
| --- | --------------------- | ------------------ | --- | --------------------------------------------------------- | --------------------------------------------------- |
| 1.  | Ryan Nugent-Hopkins   | Kanada             | C   | Edmonton Oilers                                           | Red Deer Rebels (WHL)                               |
| 2.  | Gabriel Landeskog     | Schweden           | LW  | Colorado Avalanche                                        | Kitchener Rangers (OHL)                             |
| 3.  | Jonathan Huberdeau    | Kanada             | C   | Florida Panthers                                          | Saint John Sea Dogs (QMJHL)                         |
| 4.  | Adam Larsson          | Schweden           | D   | New Jersey Devils                                         | Skellefteå AIK (Elitserien)                         |
| 5.  | Ryan Strome           | Kanada             | C   | New York Islanders                                        | Niagara IceDogs (OHL)                               |
| 6.  | Mika Zibanejad        | Schweden           | C   | Ottawa Senators                                           | Djurgårdens IF (Elitserien)                         |
| 7.  | Mark Scheifele        | Kanada             | C   | Winnipeg Jets                                             | Barrie Colts (OHL)                                  |
| 8.  | Sean Couturier        | Kanada             | C   | Philadelphia Flyers (von Columbus Blue Jackets)           | Drummondville Voltigeurs (QMJHL)                    |
| 9.  | Dougie Hamilton       | Kanada             | D   | Boston Bruins (von Toronto Maple Leafs)                   | Niagara IceDogs (OHL)                               |
| 10. | Jonas Brodin          | Schweden           | D   | Minnesota Wild                                            | Färjestad BK (Elitserien)                           |
| 11. | Duncan Siemens        | Kanada             | D   | Colorado Avalanche (von St. Louis Blues)                  | Saskatoon Blades (WHL)                              |
| 12. | Ryan Murphy           | Kanada             | D   | Carolina Hurricanes                                       | Kitchener Rangers (OHL)                             |
| 13. | Sven Bärtschi         | Schweiz            | LW  | Calgary Flames                                            | Portland Winterhawks (WHL)                          |
| 14. | Jamie Oleksiak        | Vereinigte Staaten | D   | Dallas Stars                                              | Northeastern University (Hockey East)               |
| 15. | J. T. Miller          | Vereinigte Staaten | LW  | New York Rangers                                          | USA Hockey National Team Development Program (USHL) |
| 16. | Joel Armia            | Finnland           | RW  | Buffalo Sabres                                            | Ässät Pori (SM-liiga)                               |
| 17. | Nathan Beaulieu       | Kanada             | D   | Canadiens de Montréal                                     | Saint John Sea Dogs (QMJHL)                         |
| 18. | Mark McNeill          | Kanada             | C   | Chicago Blackhawks                                        | Prince Albert Raiders (WHL)                         |
| 19. | Oscar Klefbom         | Schweden           | D   | Edmonton Oilers (von Los Angeles Kings)                   | Färjestad BK (Elitserien)                           |
| 20. | Connor Murphy         | Vereinigte Staaten | D   | Phoenix Coyotes                                           | USA Hockey National Team Development Program (USHL) |
| 21. | Stefan Noesen         | Vereinigte Staaten | RW  | Ottawa Senators (von Nashville Predators)                 | Plymouth Whalers (OHL)                              |
| 22. | Tyler Biggs           | Vereinigte Staaten | RW  | Toronto Maple Leafs (von Anaheim Ducks)                   | USA Hockey National Team Development Program (USHL) |
| 23. | Joe Morrow            | Kanada             | D   | Pittsburgh Penguins                                       | Portland Winterhawks (WHL)                          |
| 24. | Matt Puempel          | Kanada             | LW  | Ottawa Senators (von Detroit Red Wings)                   | Peterborough Petes (OHL)                            |
| 25. | Stuart Percy          | Kanada             | D   | Toronto Maple Leafs (von Philadelphia Flyers)             | Mississauga St. Michael’s Majors (OHL)              |
| 26. | Phillip Danault       | Kanada             | LW  | Chicago Blackhawks (von Washington Capitals)              | Victoriaville Tigres (QMJHL)                        |
| 27. | Wladislaw Namestnikow | Russland           | C   | Tampa Bay Lightning                                       | London Knights (OHL)                                |
| 28. | Zack Phillips         | Kanada             | C   | Minnesota Wild (von San Jose Sharks)                      | Saint John Sea Dogs (QMJHL)                         |
| 29. | Nicklas Jensen        | Dänemark           | LW  | Vancouver Canucks                                         | Oshawa Generals (OHL)                               |
| 30. | Rickard Rakell        | Schweden           | RW  | Anaheim Ducks (von Boston Bruins via Toronto Maple Leafs) | Plymouth Whalers (OHL)                              |

### Runde 2
| #   | Spieler                 | Nationalität       | Pos | NHL-Team                                                                              | College-/ Junioren-/ Profi-Team                     |
| --- | ----------------------- | ------------------ | --- | ------------------------------------------------------------------------------------- | --------------------------------------------------- |
| 31. | David Musil             | Tschechien         | D   | Edmonton Oilers                                                                       | Vancouver Giants (WHL)                              |
| 32. | Ty Rattie               | Kanada             | RW  | St. Louis Blues (von Colorado Avalanche)                                              | Portland Winterhawks (WHL)                          |
| 33. | Rocco Grimaldi          | Vereinigte Staaten | C   | Florida Panthers                                                                      | USA Hockey National Team Development Program (USHL) |
| 34. | Scott Mayfield          | Vereinigte Staaten | D   | New York Islanders                                                                    | Youngstown Phantoms (USHL)                          |
| 35. | Tomáš Jurčo             | Slowakei           | RW  | Detroit Red Wings (von Ottawa Senators)                                               | Saint John Sea Dogs (QMJHL)                         |
| 36. | Adam Clendening         | Vereinigte Staaten | D   | Chicago Blackhawks (von Winnipeg Jets)                                                | Boston University (Hockey East)                     |
| 37. | Boone Jenner            | Kanada             | C   | Columbus Blue Jackets                                                                 | Oshawa Generals (OHL)                               |
| 38. | Magnus Hellberg         | Schweden           | G   | Nashville Predators (von New Jersey Devils)                                           | Almtuna IS (HockeyAllsvenskan)                      |
| 39. | John Gibson             | Vereinigte Staaten | G   | Anaheim Ducks (von Toronto Maple Leafs)                                               | USA Hockey National Team Development Program (USHL) |
| 40. | Alexander Chochlatschow | Russland           | C   | Boston Bruins (von Minnesota Wild)                                                    | Windsor Spitfires (OHL)                             |
| 41. | Dmitrij Jaškin          | Tschechien         | RW  | St. Louis Blues                                                                       | HC Slavia Prag (Extraliga)                          |
| 42. | Victor Rask             | Schweden           | C   | Carolina Hurricanes                                                                   | Leksands IF (HockeyAllsvenskan)                     |
| 43. | Brandon Saad            | Vereinigte Staaten | LW  | Chicago Blackhawks (von Calgary Flames via Toronto Maple Leafs)                       | Saginaw Spirit (OHL)                                |
| 44. | Brett Ritchie           | Kanada             | RW  | Dallas Stars                                                                          | Sarnia Sting (OHL)                                  |
| 45. | Markus Granlund         | Finnland           | C   | Calgary Flames (von New York Rangers)                                                 | HIFK Helsinki (SM-liiga)                            |
| 46. | Joel Edmundson          | Kanada             | D   | St. Louis Blues (von Buffalo Sabres)                                                  | Moose Jaw Warriors (WHL)                            |
| 47. | Matt Nieto              | Vereinigte Staaten | LW  | San Jose Sharks (von Canadiens de Montréal via Florida Panthers)                      | Boston University (Hockey East)                     |
| 48. | Xavier Ouellet          | Kanada             | D   | Detroit Red Wings (von Chicago Blackhawks via Ottawa Senators)                        | Montréal Juniors (QMJHL)                            |
| 49. | Christopher Gibson      | Finnland           | G   | Los Angeles Kings                                                                     | Chicoutimi Saguenéens (QMJHL)                       |
| 50. | Johan Sundström         | Schweden           | C   | New York Islanders (von Canadiens de Montréal)                                        | Frölunda HC (Elitserien)                            |
| 51. | Alexander Ruuttu        | Finnland           | C   | Phoenix Coyotes                                                                       | Jokerit Helsinki (SM-liiga)                         |
| 52. | Miikka Salomäki         | Finnland           | RW  | Nashville Predators                                                                   | Kärpät Oulu (SM-liiga)                              |
| 53. | William Karlsson        | Schweden           | C   | Anaheim Ducks                                                                         | VIK Västerås HK (HockeyAllsvenskan)                 |
| 54. | Scott Harrington        | Kanada             | D   | Pittsburgh Penguins                                                                   | London Knights (OHL)                                |
| 55. | Ryan Sproul             | Kanada             | D   | Detroit Red Wings                                                                     | Sault Ste. Marie Greyhounds (OHL)                   |
| 56. | Lucas Lessio            | Kanada             | LW  | Phoenix Coyotes (von Philadelphia Flyers)                                             | Oshawa Generals (OHL)                               |
| 57. | Tyler Wotherspoon       | Kanada             | D   | Calgary Flames (von Washington Capitals via Carolina Hurricanes und New York Rangers) | Portland Winterhawks (WHL)                          |
| 58. | Nikita Kutscherow       | Russland           | RW  | Tampa Bay Lightning                                                                   | HK ZSKA Moskau (KHL)                                |
| 59. | Rasmus Bengtsson        | Schweden           | D   | Florida Panthers (von San Jose Sharks)                                                | Rögle BK (HockeyAllsvenskan)                        |
| 60. | Mario Lucia             | Vereinigte Staaten | LW  | Minnesota Wild (von Vancouver Canucks)                                                | Wayzata High (USHS)                                 |
| 61. | Shane Prince            | Vereinigte Staaten | C   | Ottawa Senators (von Boston Bruins)                                                   | Ottawa 67’s (OHL)                                   |

### Runde 3
| #   | Spieler              | Nationalität         | Pos                  | NHL-Team                                                          | College-/ Junioren-/ Profi-Team                     |
| --- | -------------------- | -------------------- | -------------------- | ----------------------------------------------------------------- | --------------------------------------------------- |
| 62. | Samu Perhonen        | Finnland             | G                    | Edmonton Oilers                                                   | JYP Jyväskylä (Nuorten SM-liiga)                    |
| 63. | Andrei Pedan         | Russland             | D                    | New York Islanders (von Colorado Avalanche)                       | Guelph Storm (OHL)                                  |
| 64. | Vincent Trocheck     | Vereinigte Staaten   | C                    | Florida Panthers                                                  | Saginaw Spirit (OHL)                                |
| 65. | Joseph Cramarossa    | Kanada               | C                    | Anaheim Ducks (von New York Islanders)                            | Mississauga St. Michael’s Majors (OHL)              |
| 66. | Thomas Tynan         | Vereinigte Staaten   | C                    | Columbus Blue Jackets (von Ottawa Senators)                       | University of Notre Dame (CCHA)                     |
| 67. | Adam Lowry           | Vereinigte Staaten   | LW                   | Winnipeg Jets                                                     | Swift Current Broncos (WHL)                         |
| 68. | Nick Cousins         | Kanada               | C                    | Philadelphia Flyers (von Columbus Blue Jackets)                   | Sault Ste. Marie Greyhounds (OHL)                   |
| 69. | entzogenes Wahlrecht | entzogenes Wahlrecht | entzogenes Wahlrecht | New Jersey Devils                                                 | –                                                   |
| 70. | Michael Paliotta     | Vereinigte Staaten   | D                    | Chicago Blackhawks (von Toronto Maple Leafs)                      | USA Hockey National Team Development Program (USHL) |
| 71. | David Honzík         | Tschechien           | G                    | Vancouver Canucks (von Minnesota Wild)                            | Victoriaville Tigres (QMJHL)                        |
| 72. | Steven Fogarty       | Vereinigte Staaten   | C                    | New York Rangers (von St. Louis Blues)                            | Edina High School (USHS)                            |
| 73. | Keegan Lowe          | Vereinigte Staaten   | D                    | Carolina Hurricanes                                               | Edmonton Oil Kings (WHL)                            |
| 74. | Travis Ewanyk        | Kanada               | LW                   | Edmonton Oilers (von Calgary Flames)                              | Edmonton Oil Kings (WHL)                            |
| 75. | Blake Coleman        | Vereinigte Staaten   | C                    | New Jersey Devils (von Dallas Stars)                              | Indiana Ice (USHL)                                  |
| 76. | Logan Shaw           | Kanada               | RW                   | Florida Panthers (von New York Rangers)                           | Cape Breton Screaming Eagles (QMJHL)                |
| 77. | Daniel Catenacci     | Kanada               | C                    | Buffalo Sabres                                                    | Sault Ste. Marie Greyhounds (OHL)                   |
| 78. | Brennan Serville     | Kanada               | D                    | Winnipeg Jets (von Canadiens de Montréal)                         | Stouffville Spirit (OJHL)                           |
| 79. | Klas Dahlbeck        | Schweden             | D                    | Chicago Blackhawks                                                | Linköpings HC (Elitserien)                          |
| 80. | Andy Andreoff        | Kanada               | C                    | Los Angeles Kings                                                 | Oshawa Generals (OHL)                               |
| 81. | Anthony Camara       | Kanada               | LW                   | Boston Bruins (von Phoenix Coyotes)                               | Saginaw Spirit (OHL)                                |
| 82. | Nick Shore           | Vereinigte Staaten   | C                    | Los Angeles Kings (von Nashville Predators)                       | University of Denver (WCHA)                         |
| 83. | Andy Welinsky        | Vereinigte Staaten   | D                    | Anaheim Ducks                                                     | Green Bay Gamblers (USHL)                           |
| 84. | Harrison Ruopp       | Kanada               | D                    | Phoenix Coyotes (von Pittsburgh Penguins via Philadelphia Flyers) | Prince Albert Raiders (WHL)                         |
| 85. | Alan Quine           | Kanada               | C                    | Detroit Red Wings                                                 | Peterborough Petes (OHL)                            |
| 86. | Josh Leivo           | Kanada               | LW                   | Toronto Maple Leafs (von Philadelphia Flyers)                     | Sudbury Wolves (OHL)                                |
| 87. | Jonathan Racine      | Kanada               | D                    | Florida Panthers (von Washington Capitals)                        | Shawinigan Cataractes (QMJHL)                       |
| 88. | Jordan Binnington    | Kanada               | G                    | St. Louis Blues (von Tampa Bay Lightning)                         | Owen Sound Attack (OHL)                             |
| 89. | Justin Sefton        | Kanada               | D                    | San Jose Sharks                                                   | Sudbury Wolves (OHL)                                |
| 90. | Alexandre Grenier    | Kanada               | RW                   | Vancouver Canucks                                                 | Halifax Mooseheads (OHL)                            |
| 91. | Kyle Rau             | Vereinigte Staaten   | C                    | Florida Panthers (von Boston Bruins)                              | Eden Prairie High School (USHS)                     |

### Runde 4
| #    | Spieler             | Nationalität       | Pos | NHL-Team                                      | College-/ Junioren-/ Profi-Team                     |
| ---- | ------------------- | ------------------ | --- | --------------------------------------------- | --------------------------------------------------- |
| 92.  | Dillon Simpson      | Kanada             | D   | Edmonton Oilers                               | University of North Dakota (WCHA)                   |
| 93.  | Joachim Nermark     | Schweden           | C   | Colorado Avalanche                            | Linköpings HC (Elitserien)                          |
| 95.  | Robbie Russo        | Vereinigte Staaten | D   | New York Islanders                            | USA Hockey National Team Development Program (USHL) |
| 96.  | Jean-Gabriel Pageau | Kanada             | C   | Ottawa Senators                               | Gatineau Olympiques (QMJHL)                         |
| 98.  | Mike Reilly         | Vereinigte Staaten | D   | Columbus Blue Jackets                         | Shattuck-Saint Mary’s (USHS-MN)                     |
| 99.  | Reid Boucher        | Vereinigte Staaten | C   | New Jersey Devils                             | USA Hockey National Team Development Program (USHL) |
| 101. | Joseph LaBate       | Vereinigte Staaten | C   | Vancouver Canucks (von Minnesota Wild)        | Academy of Holy Angels (USHS-MN)                    |
| 103. | Grégory Hofmann     | Schweiz            | C   | Carolina Hurricanes                           | HC Ambrì-Piotta (National League A)                 |
| 104. | Johnny Gaudreau     | Vereinigte Staaten | LW  | Calgary Flames                                | Dubuque Fighting Saints (USHL)                      |
| 109. | Maxim Schalunow     | Russland           | F   | Chicago Blackhawks                            | HK Traktor Tscheljabinsk (KHL)                      |
| 113. | Magnus Nygren       | Schweden           | D   | Canadiens de Montréal (von Anaheim Ducks)     | Färjestad BK (Elitserien)                           |
| 114. | Tobias Rieder       | Deutschland        | C   | Edmonton Oilers (von Pittsburgh Penguins)     | Kitchener Rangers (OHL)                             |
| 117. | Steffen Søberg      | Norwegen           | G   | Washington Capitals                           | Manglerud Star (GET-ligaen)                         |
| 118. | Marcel Noebels      | Deutschland        | LW  | Philadelphia Flyers (von Tampa Bay Lightning) | Seattle Thunderbirds (WHL)                          |
| 119. | Zach Yuen           | Kanada             | D   | Winnipeg Jets (von San Jose Sharks)           | Tri-City Americans (WHL)                            |
| 120. | Ludwig Blomstrand   | Schweden           | LW  | Vancouver Canucks                             | Djurgårdens IF (Elitserien-Jr.)                     |

### Runde 5
| #    | Spieler          | Nationalität       | Pos | NHL-Team                                                                         | College-/ Junioren-/ Profi-Team   |
| ---- | ---------------- | ------------------ | --- | -------------------------------------------------------------------------------- | --------------------------------- |
| 124. | Jaroslaw Kossow  | Russland           | RW  | Florida Panthers                                                                 | HK Metallurg Magnitogorsk 2 (MHL) |
| 126. | Fredrik Claesson | Schweden           | D   | Ottawa Senators                                                                  | Djurgårdens IF (Elitserien)       |
| 127. | Brenden Kichton  | Kanada             | D   | New York Islanders                                                               | Spokane Chiefs (WHL)              |
| 131. | Nick Seeler      | Vereinigte Staaten | D   | Minnesota Wild                                                                   | Eden Prairie High School (USHS)   |
| 132. | Niklas Lundström | Schweden           | G   | Edmonton Oilers                                                                  | AIK Stockholm (J20 SuperElit)     |
| 133. | Sean Kuraly      | Vereinigte Staaten | C   | San Jose Sharks (von Carolina Hurricanes via Florida Panthers und Winnipeg Jets) | Indiana Ice (USHL)                |
| 139. | Andrew Shaw      | Kanada             | C   | Chicago Blackhawks                                                               | Owen Sound Attack (OHL)           |
| 142. | Simon Karlsson   | Schweden           | D   | Nashville Predators                                                              | Malmö Redhawks (J20 SuperElit)    |
| 143. | Max Friberg      | Schweden           | LW  | Anaheim Ducks                                                                    | Skövde IK (Division 1)            |
| 146. | Mattias Bäckman  | Schweden           | D   | Detroit Red Wings (von Philadelphia Flyers)                                      | Linköpings HC (Elitserien)        |
| 148. | Nikita Nesterow  | Russland           | D   | Tampa Bay Lightning                                                              | HK Traktor Tscheljabinsk (MHL)    |
| 150. | Frank Corrado    | Kanada             | D   | Vancouver Canucks                                                                | Sudbury Wolves (OHL)              |
| 151. | Rob O’Gara       | Vereinigte Staaten | D   | Boston Bruins                                                                    | Milton Academy (USHS)             |

### Runde 6
| #    | Spieler            | Nationalität              | Pos | NHL-Team                                                | College-/ Junioren-/ Profi-Team                     |
| ---- | ------------------ | ------------------------- | --- | ------------------------------------------------------- | --------------------------------------------------- |
| 158. | Lukáš Sedlák       | Tschechien                | C   | Columbus Blue Jackets                                   | HC Mountfield (U20-Extraliga)                       |
| 160. | Josh Manson        | Kanada                    | D   | Anaheim Ducks (von Toronto Maple Leafs)                 | Salmon Arm Silverbacks (BCHL)                       |
| 164. | Laurent Brossoit   | Kanada                    | G   | Calgary Flames                                          | Edmonton Oil Kings (WHL)                            |
| 166. | Daniil Sobtschenko | Russland                  | C   | San Jose Sharks (von New York Rangers)                  | Lokomotive Jaroslawl (KHL)                          |
| 171. | Max McCormick      | Vereinigte Staaten        | LW  | Ottawa Senators (von Phoenix Coyotes via Anaheim Ducks) | Sioux City Musketeers (USHL)                        |
| 174. | Josh Archibald     | Vereinigte Staaten Kanada | RW  | Pittsburgh Penguins                                     | Brainerd High School (USHS)                         |
| 177. | Travis Boyd        | Vereinigte Staaten        | C   | Washington Capitals                                     | USA Hockey National Team Development Program (USHL) |
| 179. | Dylan DeMelo       | Kanada                    | D   | San Jose Sharks                                         | Mississauga St. Michael’s Majors (OHL)              |
| 181. | Lars Volden        | Norwegen                  | G   | Boston Bruins                                           | Espoo Blues (Nuorten SM-liiga)                      |

### Runde 7
| #    | Spieler            | Nationalität       | Pos  | NHL-Team                                  | College-/ Junioren-/ Profi-Team   |
| ---- | ------------------ | ------------------ | ---- | ----------------------------------------- | --------------------------------- |
| 184. | Iiro Pakarinen     | Finnland           | D    | Florida Panthers                          | KalPa Kuopio (SM-liiga)           |
| 188. | Anton Forsberg     | Schweden           | G    | Columbus Blue Jackets                     | MODO Hockey J20 (J20 SuperElit)   |
| 190. | Garret Sparks      | Vereinigte Staaten | G    | Toronto Maple Leafs                       | Guelph Storm (OHL)                |
| 191. | Tyler Graovac      | Kanada             | C    | Minnesota Wild                            | Ottawa 67’s (OHL)                 |
| 195. | Jyrki Jokipakka    | Finnland           | D    | Dallas Stars                              | Tampereen Ilves (SM-liiga)        |
| 201. | Matthew Peca       | Kanada             | C    | Tampa Bay Lightning (von Phoenix Coyotes) | Pembroke Lumber Kings (CCHL)      |
| 204. | Ryan Dzingel       | Vereinigte Staaten | LW   | Ottawa Senators (von Pittsburgh Penguins) | Lincoln Stars (USHL)              |
| 205. | Alexei Martschenko | Russland           | D    | Detroit Red Wings                         | HK ZSKA Moskau (KHL)              |
| 208. | Ondřej Palát       | Tschechien         | LW   | Tampa Bay Lightning                       | Drummondville Voltigeurs (QMJHL)  |
| 209. | Scott Wilson       | Kanada             | C/LW | Pittsburgh Penguins (von San Jose Sharks) | Georgetown Raiders (OJHL)         |
| 211. | Johan Mattsson     | Schweden           | G    | Chicago Blackhawks (von Boston Bruins)    | Södertälje SK J20 (J20 SuperElit) |

## Rankings
Die Ranglisten des NHL Central Scouting Service mit den hoffnungsvollsten Talenten für den NHL Entry Draft 2011.
| Rang | Feldspieler Nordamerika           | Feldspieler Europa               |
| ---- | --------------------------------- | -------------------------------- |
| 1    | Ryan Nugent-Hopkins (Center)      | Adam Larsson (Verteidiger)       |
| 2    | Gabriel Landeskog (Linker Flügel) | Mika Zibanejad (Center)          |
| 3    | Jonathan Huberdeau (Center)       | Jonas Brodin (Verteidiger)       |
| 4    | Dougie Hamilton (Verteidiger)     | Joel Armia (Rechter Flügel)      |
| 5    | Nathan Beaulieu (Verteidiger)     | Dmitrij Jaškin (Rechter Flügel)  |
| 6    | Sean Couturier (Center)           | Oscar Klefbom (Verteidiger)      |
| 7    | Sven Bärtschi (Linker Flügel)     | Miikka Salomäki (Rechter Flügel) |
| 8    | Ryan Strome (Center)              | Joachim Nermark (Center)         |
| 9    | Ryan Murphy (Verteidiger)         | Markus Granlund (Center)         |
| 10   | Duncan Siemens (Verteidiger)      | Rasmus Bengtsson (Verteidiger)   |

| Rang | Torhüter Nordamerika | Torhüter Europa  |
| ---- | -------------------- | ---------------- |
| 1    | John Gibson          | Samu Perhonen    |
| 2    | Christopher Gibson   | Magnus Hellberg  |
| 3    | Jordan Binnington    | Jaroslav Pavelka |